# Tibro distrikt
Tibro distrikt är ett distrikt i Tibro kommun och Västra Götalands län. 
Distriktet ligger i och omkring Tibro. 

## Tidigare administrativ tillhörighet
Distriktet inrättades 2016 och utgörs av området Tibro köping omfattade till 1971 och som bildats 1947 av en ombildning av Kyrkefalla socken.
Området motsvarar den omfattning Tibro församling hade vid årsskiftet 1999/2000.